# Brie, Somme
Brie là một xã ở tỉnh Somme, vùng Hauts-de-France, Pháp.
Thị trấn này tọa lạc 16 dặm Anh về phía tây của Saint-Quentin hai bên bờ sông Somme, where it’s crossed by the N39. 

## Dân số
| 1962                                                         | 1968 | 1975 | 1982 | 1990 | 1999 |
| ------------------------------------------------------------ | ---- | ---- | ---- | ---- | ---- |
| 310                                                          | 319  | 299  | 310  | 307  | 301  |
| Số liệu điều tra dân số từ năm 1962, dân số không tính trùng |      |      |      |      |      |